# Minnesota United Football Club
Maillots
Actualités
Dernière mise à jour : 20 octobre 2022.
Le Minnesota United Football Club, est un club franchisé américain de football (soccer), basé à Minneapolis dans l'État du Minnesota, aux États-Unis. Il évolue au sein de la NASL depuis sa création en 2010 avant de rejoindre la MLS en 2017.

## Historique

### Soccer à Minneapolis
En 1976, un groupe d'investisseurs rachète la franchise des Dynamos de Denver (en) et la relocalise à Minneapolis sous le nom des Kicks du Minnesota. C'est le premier club professionnel du Minnesota et il intègre la North American Soccer League, la grande ligue professionnelle de soccer en Amérique du Nord. Lors de sa première saison, il attire même une foule record de 49 572 spectateurs lors de la finale de conférence ayant lieu le 25 août contre les Earthquakes de San José,. Néanmoins, l'équipe disparait en 1981, après six saisons,,.
En 1984, l'équipe des Strikers de Fort Lauderdale déménage à Minneapolis, et devient les Strikers du Minnesota (en). Les Strikers retournent à la fin de la saison 1988 à Fort Lauderdale.
Le Thunder du Minnesota est créé en 1990. C'est seulement en 1994 que la franchise devient professionnelle et rejoint la United States Interregional Soccer League. En 2009, la franchise est en faillite et disparait.

### Création du club et débuts en deuxième division
Le National Sports Center commence à envisager de créer une nouvelle franchise de soccer en deuxième division en décembre 2009. La franchise de l'époque, le Thunder du Minnesota, était locataire du National Sports Centre et se débattait avec des difficultés financières. En janvier 2010, le National Sports Center annonce qu'il mettra sur pied une nouvelle équipe pour remplacer le Thunder du Minnesota. Le 5 février, à la suite d'un concours de dénomination de l'équipe, le National Sports Centre officialise le nom de la nouvelle équipe, celui-ci étant le NSC Minnesota. Cinq jours plus tard, l'ancien joueur Manny Lagos est nommé premier entraîneur de la franchise.
Le 11 avril 2010, la franchise joue son premier match officiel en D2 Pro League, lors d'une defaite de 2-0 contre les Whitecaps de Vancouver. Le premier but de l'histoire de la franchise est marqué par Daniel Wasson lors de leur prochaine rencontre, à l'occasion d'une victoire 1-0 contre les RailHawks de la Caroline. Les Stars connaissent des victoires impressionnantes dans leur première saison, y compris une victoire 3-1 contre le Crystal Palace Baltimore, une victoire 3-0 contre l'AC St. Louis, et une victoire 3-1 contre le FC Tampa Bay, terminant finalement quatrième de leur conférence. Malheureusement pour les Stars, ils sont sortis des séries éliminatoires en quart de finale, avec une lourde défaite 4-0 contre les RailHawks de la Caroline, après que le défenseur Andres Arango ait reçu un carton rouge après seulement 38 minutes. Simone Bracalello termine meilleur buteur des Stars en 2010, avec six buts inscrits. Lors de sa première saison, la franchise a une affluence moyenne de 1 374 spectateurs par rencontre.
Les Stars annoncent que pour la saison 2011, la franchise n'est plus la propriété du National Sports Centre mais de la North American Soccer League. La Fédération des États-Unis de soccer a créé des normes de propriété où le propriétaire doit avoir une valeur nette d'au moins vingt millions de dollars et le National Sports Centre ne respecte alors plus ce critère. La NASL s'engage à posséder l'équipe pendant trois ans. La franchise a fixé un budget de deux millions de dollars en fonction de l'objectif de la moyenne de 1 000 spectateurs par match. Après des succès sportifs au cours de l'été, le Stars termine sa saison à la sixième place et se qualifie de justesse pour les quarts de finale des séries. Les Stars éliminent le FC Tampa Bay en quarts de finale (1-0) avant de battre les RailHawks de la Caroline lors des demi-finales (4-4, 5-3 t. a. b.). Lors de la finale aller, l'équipe du Minnesota remporte la rencontre 3-1 contre les Strikers de Fort Lauderdale devant 4 511 spectateurs. Lors de la finale retour, la rencontre se solde par un match nul et vierge (0-0). Grâce à cette victoire la franchise remporte le Soccer Bowl de la NASL.
Le 9 janvier 2012, le club annonce un nouveau logo ainsi qu'un nouveau nom. La partie NSC du nom, qui entraîne une confusion, est abandonnée, le nouveau nom devient Stars du Minnesota. Le nouveau logo est révélé sans le mot « NSC » et est remplacé par la devise de l'État, « L'Étoile du Nord ». La franchise poursuit la recherche d'un nouveau propriétaire durant la pré-saison,. Elle commence la saison 2012 avec un match nul de 0-0 contre les RailHawks de la Caroline au Metrodome devant 8 693 spectateurs.
Les Stars font face à une date limite (27 octobre 2012) pour trouver un nouveau propriétaire pour s'assurer une place dans la NASL pour la saison 2013. À l'époque, les Vikings du Minnesota expriment leur intérêt pour le soccer professionnel au Minnesota mais ne sont finalement pas en mesure de s'engager dans le projet d'achat des Stars. La ligue prévoit alors de voter sur le financement ou non de l'équipe pour la saison 2013 après la fin de la saison 2012. Le 9 novembre, la ligue annonce officiellement que la franchise est achetée par Bill McGuire. Le 5 mars 2013, le club est renommé sous le nom du Minnesota United. Le budget est de 1,2 million de dollars pour la saison 2013.
Lors de la saison 2014, la franchise remporte le titre printanier avec six victoires, deux matchs nul et une défaite contre les Cosmos de New York.
Le 19 juillet 2014, la franchise dispute un match amical contre le club gallois de Swansea City, évoluant en Premier League. La rencontre se solde par une victoire 2-0 du Minnesota devant 9 064 personnes au National Sports Center.
La franchise est l'un des grands favoris pour la saison 2015. Lors du championnat printanier, la franchise se classe à la quatrième place. Lors des demi-finales de playoffs, le Minnesota perd la rencontre contre le Fury d'Ottawa (2-1). 
Le 18 juillet 2015, la franchise dispute un match amical contre le club mexicain du FC León, évoluant en Liga MX. La rencontre se solde par un match nul de 1-1 devant 9 388 personnes au National Sports Center. Miguel Ibarra fait ses adieux durant cette rencontre en jouant la première partie pour le Minnesota United et la seconde mi-temps, avec le FC León. Puis le 19 septembre, il attire une foule record de 9 418 spectateurs lors de la 14e journée du championnat d'automne contre les Cosmos de New York. Un record pour une partie de NASL pour la franchise.
Le 3 décembre 2015, la franchise annonce que l'entraîneur Manny Lagos déviant le directeur sportif de l'équipe alors que l'entraîneur adjoint Carl Craig assumerait le rôle d'entraîneur-chef pour la saison 2016.
Lors de la saison 2016, les résultats sont plus décevants, et termine cinquième au classement général et ne participe pas aux playoffs. Lors de la pause de l'été, la franchise dispute deux matchs amicaux. Le 25 juin, il dispute un deuxième match contre le FC León. Lors d'une défaite 4-2 devant 18 505 spectateurs au Target Field, un record pour la franchise du Minnesota. Puis le 20 juillet, contre le club anglais de l'AFC Bournemouth, évoluant en Premier League. La rencontre se solde par une défaite 4-0 du Minnesota devant 8 333 personnes au National Sports Center.
Lors de la 3e journée du championnat d'automne de NASL, contre l'Eleven d'Indy, le 16 juillet, la franchise établit un nouveau record avec 9 460 spectateurs.

### En marche vers la MLS
Le 25 mars 2015, le commissaire de la Major League Soccer, Don Garber, annonce officiellement que le Minnesota United deviendra la 23e franchise de la ligue. Il est attribué à un groupe dirigé par Bill McGuire. Le groupe d'investisseur comprend aussi, Jim Pohlad, le propriétaire des Twins, Glen Taylor, le propriétaire des Timberwolves et l'investisseur Glen Nelson. Ils ont battu l'offre concurrente des propriétaires des Vikings du Minnesota Mark et Zygi Wilf,. Garber déclare que le Minnesota commencerait en MLS en 2017 ou 2018, si le club de Los Angeles n'est pas prêt à jouer en 2017, le Minnesota prendra sa place.

### Saison inaugurale en MLS en 2017

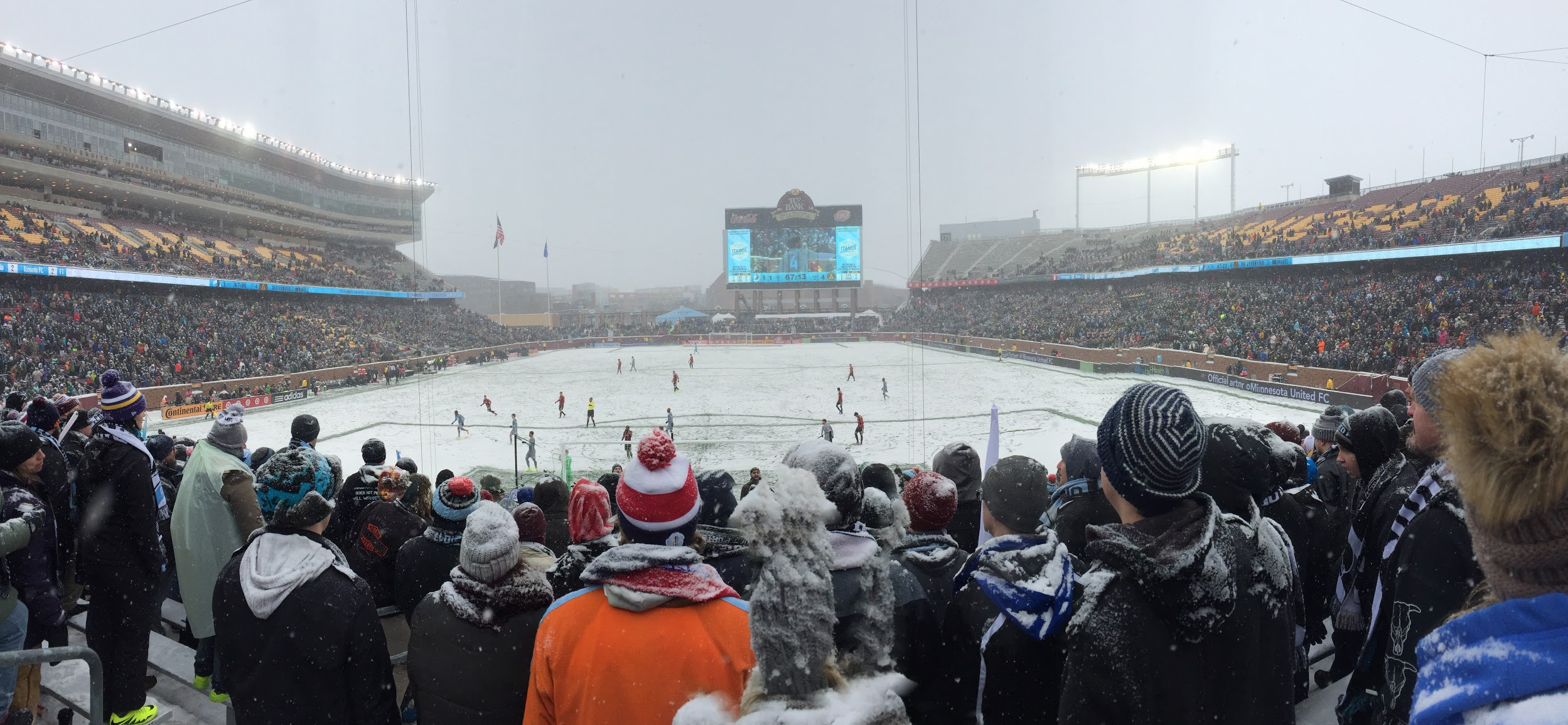
Rencontre inaugurale en MLS.

En préparation pour sa saison inaugurale, Minnesota présente Adrian Heath comme son premier entraîneur en MLS le 29 novembre 2016.
Pour sa rencontre inaugurale, Minnesota s'incline 5-1 contre les Timbers de Portland au Providence Park. Christian Ramirez inscrit le premier but de l'histoire de la franchise. Ce score est la plus grande défaite par une nouvelle franchise lors de ses débuts. Auparavant, aucune franchise d'expansion n'a perdu plus de deux buts lors de leur première rencontre. 
La semaine suivante, la nouvelle franchise concède sa deuxième défaite sur le score de 6-1 contre l'autre équipe d'expansion Atlanta United au TCF Bank Stadium devant 35 043 spectateurs. La température de l'air au début de la partie était de -7 °C, le plus froid dans l'histoire de la Major League Soccer. Les onze buts encaissés lors de ces deux premiers matchs font que les six concédés du Toronto FC au cours de la même période en 2007 semblent positivement respectables.
Puis, Minnesota gagne leur premier point lors d'un match nul de 2-2 face aux Rapids du Colorado et essuie une troisième défaite (5-2 contre le Revolution de la Nouvelle-Angleterre). Minnesota a concédé 18 buts lors de ses quatre premiers matchs, c'est un record en MLS au cours des six premiers matchs d'une saison. Le 1er avril, la franchise obtient sa première victoire en MLS lors d'une victoire à domicile de 4-2 contre le Real Salt Lake.

## Palmarès et records

### Palmarès
| Compétitions nationales | Trophées mineurs                               |
| - North American Soccer League - Champion : 2011 - Vainqueur de la saison régulière : Spring 2014 - Coupe des États-Unis - Finaliste : 2019 | - Flyover Cup - Vainqueur : 2012, 2013 et 2014 |

### Bilan par saison
| Saison | Niv. | Ligue       | Saison régulière | Saison régulière | Saison régulière | Saison régulière | Saison régulière | Saison régulière | Saison régulière | Position | Position | Séries éliminatoires | US Open Cup    | Affl. moy. saison régulière | Affl. moy. séries éliminat. |
| Saison | Niv. | Ligue       | M                | V                | N                | D                | BP               | BC               | Pts              | Conf.    | Ligue    | Séries éliminatoires | US Open Cup    | Affl. moy. saison régulière | Affl. moy. séries éliminat. |
| ------ | ---- | ----------- | ---------------- | ---------------- | ---------------- | ---------------- | ---------------- | ---------------- | ---------------- | -------- | -------- | -------------------- | -------------- | --------------------------- | --------------------------- |
| 2010   | 2    | USSF D2     | 30               | 11               | 12               | 7                | 32               | 34               | 40               | 4e/6     | 7e/12    | Quart de finale      | Deuxième tour  | 1 374                       | 686                         |
| 2011   | 2    | NASL        | 28               | 9                | 9                | 10               | 30               | 32               | 36               | -        | 6e/8     | Champion             | Non inscrit    | 1 676                       | 3 511                       |
| 2012   | 2    | NASL        | 28               | 8                | 11               | 9                | 34               | 33               | 35               | -        | 6e/8     | Finale               | Quatrième tour | 2 796                       | 3 324                       |
| 2013   | 2    | NASL Spring | 12               | 4                | 2                | 6                | 18               | 23               | 14               | 6e/7     | -        | Non qualifié         | Deuxième tour  | 4 445                       | N/Q                         |
| 2013   | 2    | NASL Fall   | 14               | 6                | 2                | 6                | 21               | 19               | 20               | 4e/8     | -        | Non qualifié         | Deuxième tour  | 4 445                       | N/Q                         |
| 2014   | 2    | NASL Spring | 9                | 6                | 2                | 1                | 16               | 9                | 20               | 1er/10   | 1er/10   | Demi-finale          | Quatrième tour | 8 088                       | 6 113                       |
| 2014   | 2    | NASL Fall   | 18               | 10               | 5                | 3                | 31               | 19               | 35               | 2e/10    | 1er/10   | Demi-finale          | Quatrième tour | 8 088                       | 6 113                       |
| 2015   | 2    | NASL Spring | 10               | 3                | 5                | 2                | 15               | 13               | 14               | 4e/11    | 3e/11    | Demi-finale          | Troisième tour | 8 767                       | N/A                         |
| 2015   | 2    | NASL Fall   | 20               | 11               | 3                | 6                | 39               | 26               | 39               | 2e/11    | 3e/11    | Demi-finale          | Troisième tour | 8 767                       | N/A                         |
| 2016   | 2    | NASL Spring | 10               | 5                | 1                | 4                | 16               | 12               | 16               | 4e/11    | 5e/12    | Non qualifié         | Quatrième tour | 8 573                       | N/Q                         |
| 2016   | 2    | NASL Fall   | 22               | 6                | 7                | 8                | 25               | 25               | 25               | 8e/12    | 5e/12    | Non qualifié         | Quatrième tour | 8 573                       | N/Q                         |

| Entrée en MLS |      |                  |                  |                  |                  |                  |                  |                  |          |          |                      |                     |                              |                             |                             |
| Saison        | Niv. | Saison régulière | Saison régulière | Saison régulière | Saison régulière | Saison régulière | Saison régulière | Saison régulière | Position | Position | Coupe MLS            | US Open Cup         | Ligue des champions CONCACAF | Affl. moy. saison régulière | Affl. moy. séries éliminat. |
| Saison        | Niv. | M                | V                | N                | D                | BP               | BC               | Pts              | Conf.    | Ligue    | Coupe MLS            | US Open Cup         | Ligue des champions CONCACAF | Affl. moy. saison régulière | Affl. moy. séries éliminat. |
| 2017          | 1    | 34               | 10               | 6                | 18               | 47               | 70               | 36               | 9e/11    | 19e/22   | Non qualifié         | Quatrième tour      | Non qualifié                 | 20 538                      | N/Q                         |
| 2018          | 1    | 34               | 11               | 3                | 20               | 49               | 71               | 36               | 10e/12   | 18e/23   | Non qualifié         | Huitième de finale  | Non qualifié                 | 23 902                      | N/Q                         |
| 2019          | 1    | 34               | 15               | 8                | 11               | 52               | 42               | 53               | 4e/12    | 7e/24    | Premier tour         | Finale              | Non qualifié                 | 19 723                      | 19 939                      |
| 2020          | 1    | 21               | 9                | 7                | 5                | 36               | 26               | 34               | 4e/12    | 9e/26    | Finale de conférence | Annulée             | Non qualifié                 | N/A                         | N/A                         |
| 2021          | 1    | 34               | 13               | 10               | 11               | 42               | 44               | 49               | 5e/13    | 11e/27   | Premier tour         | Non tenue           | Non qualifié                 | 14 381                      | N/A                         |
| 2022          | 1    | 34               | 14               | 6                | 14               | 48               | 51               | 48               | 6e/14    | 11e/28   | Premier tour         | Huitièmes de finale | Non qualifié                 | 19 555                      | N/A                         |

### Meilleurs buteurs par saison
| Saison | Meilleurs buteurs (2010-2016) | Meilleurs buteurs (2010-2016) |
| Saison | Joueurs                       | Buts                          |
| ------ | ----------------------------- | ----------------------------- |
| 2010   | Simone Bracallelo             | 5                             |
| 2010   | Brian Cvilikas                | 5                             |
| 2011   | Simone Bracalello             | 6                             |
| 2012   | Amani Walker                  | 8                             |
| 2013   | Pablo Campos                  | 13                            |
| 2014   | Christian Ramirez             | 20                            |
| 2015   | Christian Ramirez             | 12                            |
| 2016   | Christian Ramirez             | 18                            |

| Saison | Meilleurs buteurs (2017-) | Meilleurs buteurs (2017-) |
| Saison | Joueurs                   | Buts                      |
| ------ | ------------------------- | ------------------------- |
| 2017   | Christian Ramirez         | 14                        |
| 2018   | Darwin Quintero           | 11                        |
| 2019   | Darwin Quintero           | 16                        |
| 2020   | Kevin Molino              | 13                        |
| 2021   | Robin Lod                 | 9                         |
| 2022   | Emanuel Reynoso           | 12                        |

## Infrastructures

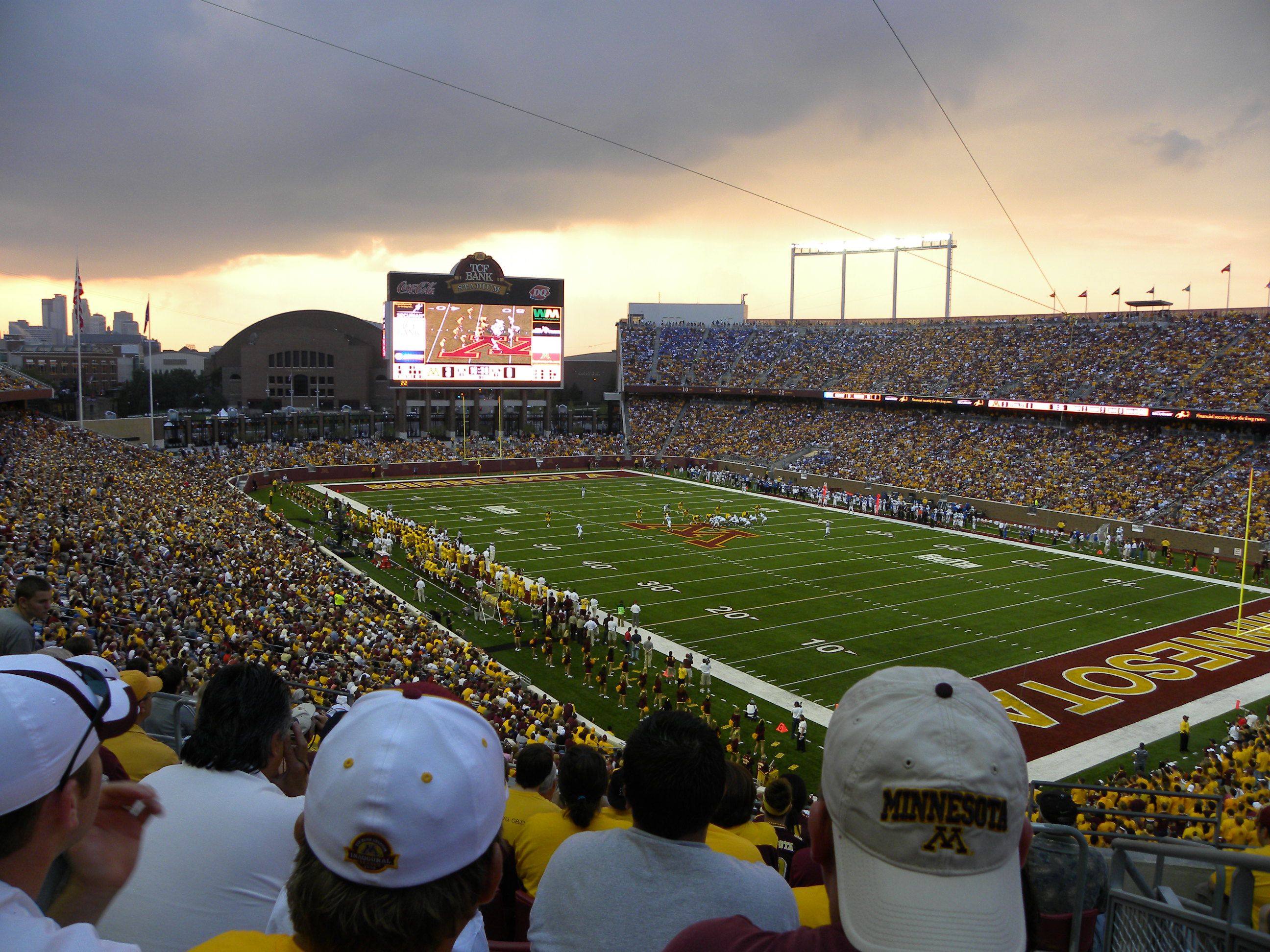
L'équipe jouera sa première saison au TCF Bank Stadium.

### Stades
Le National Sports Center, situé à Blaine, accueille les matchs du club de 2010 à 2016. Sa capacité actuelle est de 10 000 spectateurs. Lors de la saison 2013, il dispute six rencontres au Hubert H. Humphrey Metrodome situé à Minneapolis d'une capacité de 64 121 places.
L'Allianz Field est un stade dédié au soccer d'une capacité de 20 000 sièges prévu à Saint Paul pour 2019 au plus tôt. Le 19 août 2016, la franchise a annoncé qu'il jouera ses matchs à domicile au TCF Bank Stadium (50 805 places), stade hôte des Golden Gophers du Minnesota, en 2017 lors de sa saison inaugurale en Major League Soccer.

## Personnalités du club

### Entraîneurs
Le tableau suivant présente la liste des entraîneurs du club depuis 2010.
| Rang | Entraîneur   | Nationalité | Début             | Fin               | Matchs | Victoires | Nuls | Défaites | % victoires | Palmarès                             |
| ---- | ------------ | ----------- | ----------------- | ----------------- | ------ | --------- | ---- | -------- | ----------- | ------------------------------------ |
| 1    | Manny Lagos  | États-Unis  | 10 février 2010   | 1er décembre 2015 | 192    | 78        | 54   | 60       | 40.63%      | 1x NASL (2011) 1x NASL Spring (2014) |
| 2    | Carl Craig   | Angleterre  | 1er décembre 2015 | 29 novembre 2016  | 34     | 12        | 8    | 14       | 35.29%      |                                      |
| 3    | Adrian Heath | Angleterre  | 29 novembre 2016  | En poste          | 210    | 81        | 42   | 87       | 38.57%      |                                      |

## Image et identité

### Logos

NSC Minnesota2010-2011
Minnesota Stars2012
Minnesota UnitedDepuis 2013

## Soutien et image

### Records d'affluences
| Date              | Nombre de spectateurs | Stade            | Adversaire            | Score | Compétition | Notes                                           |
| ----------------- | --------------------- | ---------------- | --------------------- | ----- | ----------- | ----------------------------------------------- |
| 12 mars 2017      | 35 043                | TCF Bank Stadium | Atlanta United        | D 1-6 | MLS         | Premier match dans la MLS de l'histoire du club |
| 7 octobre 2017    | 23 060                | TCF Bank Stadium | Sporting Kansas City  | N 1-1 | MLS         |                                                 |
| 5 août 2017       | 22 649                | TCF Bank Stadium | Sounders de Seattle   | D 0-4 | MLS         |                                                 |
| 9 septembre 2017  | 22 148                | TCF Bank Stadium | Union de Philadelphie | N 1-1 | MLS         |                                                 |
| 23 septembre 2017 | 22 055                | TCF Bank Stadium | FC Dallas             | V 4-1 | MLS         |                                                 |

### Rivalités
La franchise entretient une rivalité contre le FC Edmonton. Cette rivalité, la coupe Flyover a été inauguré lors de la saison 2011.